# TE114型柴油机车
TE114型柴油机车（俄语：ТЭ114）是苏联的第三代柴油机车车型之一，是由位于乌克兰的伏罗希洛夫格勒内燃机车制造厂设计制造。
TE114型机车是为大风沙、高温炎热地区设计的柴油机车，可以在-15℃～50℃的环境温度范围下正常工作，早期供中亚铁路使用；后来又生产了用于标准轨距的车型，主要出口至叙利亚及埃及等国。机车采用交—直流电传动，并装用电阻制动，可牵引1500吨至1700吨的列车。

## 技术特点
TE114型柴油机车是六轴干线客货运通用柴油机车，采用了外走廊式底架承载结构车体，由车体底架承载全部重量，车体外罩及车顶不参与承载。主车架承载构件是由工字钢梁及槽钢焊接而成，中梁是车架的主要受力部件，为左右两根贯穿机车全长的45号工字钢，上下翼缘用两块钢板加强。底架中部下方吊挂了燃油箱及蓄电池箱。车钩中心距全长为17,550毫米，机车全轴距为12,750毫米。
走行部为两台无导框式三轴转向架，与TE109、2TE116型机车的转向架完全相同。转向架的“目”字形构架由箱形截面的纵梁和横梁焊接而成，滚柱轴承轴箱采用拉杆式定位结构。一系独立悬挂采用螺旋弹簧及橡胶垫；二系悬挂采用橡胶堆旁承。车体全部重量通过四点式橡胶堆旁承由两台转向架支承，牵引力和制动力通过心盘传递。牵引电动机采用抱轴式半悬挂安装在转向架上，牵引齿轮传动比为17：75。
机车装用一台3-5Д49Т2型柴油机（苏联国家标准GOST型号为16ЧН-26/26），结构上与TE109、2TE116型机车所使用的1А-5Д49型柴油机完全相同，但在TE114型机车上按2800马力的装车功率使用，以提高柴油机的可靠性及耐久性。该型柴油机是一种由科洛姆纳内燃机车制造厂研制的16气缸、四冲程、二级增压带中间冷却的V型中速柴油机，气缸直径为260毫米，活塞行程为260毫米，额定转速为每分钟1000转，最低稳定转速为每分钟360转，单位燃料消耗量为158克/有效马力·小时。
机车传动装置采用交—直流电传动，柴油机通过联轴器直接驱动一台ГС-501АТ型三相交流同步牵引发电机，经硅整流装置转换成直流电后，供给六台并联的牵引电动机。ГС-501АТ型牵引发电机由哈尔科夫重型电机厂设计制造，是在TE109、2TE116型机车所使用的ГС-501А型牵引发电机的基础上，根据热带气候的使用环境改进而成。该型发电机是一种三相交流凸极式他励同步发电机，发电机定子按两组三相绕组设计，彼此相差30°电角度，转子线圈组件用环氧树脂浸渍，最高输出电压为535伏（2×1330安培），额定转速为每分钟1000转，输出频率为35～100赫兹。TE114型机车并具有发电机恒功率励磁调节功能，以充分利用柴油机的功率。
牵引发电机发出的三相交流电由УВКТ-4Т型硅整流装置转换成直流电，整流装置设有二组并联的三相桥式整流电路，整流电路每一桥臂有八个并联支路，每个支路有二个串联连接的ВЛ200-8型雪崩整流二极管，全套整流装置共有192个二极管元件。牵引电动机采用ЭД-118Т型四极直流串励牵引电动机，是在2TE10V型机车所使用的ЭД-118型牵引发电机的基础上，根据热带气候的使用环境改进而成，单台电机重量为3100公斤。TE114型机车并设有电阻制动装置，最大制动功率为1300千瓦。

## 参看
- TE109型柴油机车
- 2TE116型柴油机车